# Свети Йоан Кръстител (Бучуковци)
Вижте пояснителната страница за други значения на Свети Йоан Кръстител.
Храм „Свети Йоан Кръстител“ в село Бучуковци, Дряновско е църква в Габровската духовна околия, Великотърновска епархия.
Началото на градежа на храмът е на 14 март 1847 г., карто е записано в една приписка на поп Станчо Петрович. Ферманът за това дело е осигурен хаджи Станчо Лавчия от Дряново. По сведения, записани през 1924 г. на освещаването на църквата през 1848 г. присъствал гръцкия владика Атанасий. През 1903 г. църквата била посетена от търновския митрополит Антим Търновски. Дълго време службите в църквата откарвали попове от Дряново, идвали срещу празник в селото и нощували по къщите наред. Когато през 1876 г. Дряновският манастир бил изгорял, в село Бочуковци имало много запустели и празни домове. Игуменът на манастира Пахомий Стоянов ги купил и хората пренесли строителния материал от селото до манастира, за да се построят на новите манастирските постройки. Първият свещеник бил учителят Станчо Петрович. Имало и друг – Никола Димитров от село Жълтеш, Габровско (роден 1883), завършил Априловската гимназия, бивш учител в родното си село.
От фотографии, правени през 2019 г. е видно, че храмът е изоставен на произвола на съдбата и се саморазрушава.